# Zhang Qiongyue
Zhang Qiongyue (n. 12 martie 2004, Jilin⁠(d), Republica Populară Chineză) este o trăgătoare de tir ce a reprezentat Republica Populară Chineză, medaliată olimpică. A participat la o ediție a Jocurilor Olimpice (2024) în care a câștigat o medalie de bronz.

## Participări
Lista de mai jos prezintă principalele competiții la care a participat Zhang Qiongyue de-a lungul carierei.
- Tir la Jocurile Olimpice de vară din 2024 - pușcă trei poziții 50 m (feminin)